# Jean-Claude Relaha
Jean-Claude Relaha est un ancien coureur cycliste malgache.

## Carrière cycliste
Il est champion de Madagascar à dix reprises.

## Après-carrière
Il est par la suite devenu président de la fédération malgache de cyclisme,,,. Il est également chargé de l'organisation du Tour de Madagascar.

## Distinctions
- Il est commandeur du sport malgache (catégorie "ancienne gloire"), distinction remise par Hery Rajaonarimampianina le 23 février 2017[7].